# Folkmusikkommissionen
Folkmusikkommissionen var en sammanslutning i Sverige som verkade för insamling och utgivning av i första hand spelmansmusik. 
Formellt existerade Folkmusikkommissionen 1908–1976, men verksamheten var störst 1908–1911 och 1922–1940. Den stod bakom de flesta av de 24 banden av den största svenska folkmusikutgåvan Svenska låtar (1922–1940), en samling av omkring 8 000 låtar och visor från stora delar av landet. Därutöver stod kommissionen bakom Olof Anderssons samling Folkliga svenska koralmelodier från Gammalsvenskby och Estland (1945).
I Folkmusikkommissionens namn skapades den sannolikt största samlingen i Sverige av låtar och visor med mer eller mindre folklig anknytning. Det skedde genom insamling i egen regi, mottagande av donationer av andras låt- och vissamlingar samt avskrifter av material i annan ägo. Detta omfattande notmaterial, omkring 45 000 sidor (men betydligt fler musikstycken), finns idag i Svenskt visarkiv och är sedan 2007 inskannat och tillgängligt via en särskild webbplats.

## Grundande och första verksamhetstid
Namnet Folkmusikkommissionen kan föra tankarna till en officiell, av riksdagen tillsatt kommitté, och kommissionen kom också att uppfattas så av många aktiva inom folkmusikområdet. Namnet till trots tillsattes kommissionen i själva verket av ett sextiotal folkkulturinsamlare och -forskare i samband med "Första mötet för svensk folkkunskap" på Nordiska museet sommaren 1908.
Initiativtagare till Folkmusikkommissionen, och inledningsvis dess ledare, var juristen och folkmusikinsamlaren Nils Andersson (1864-1921), som allt tydligare framstod som den ledande folkmusikinsamlaren i Sverige i början av 1900-talet. Sannolikt var det på juristen Nils Anderssons initiativ som Folkmusikkommissionen fick sitt namn. Bland de sammanlagt åtta medlemmarna i Folkmusikkommissionen ingick bland andra Nordiska museets styresman Bernhard Salin, violinisten Lars Johan Zetterquist, konstnären Anders Zorn (som dessutom var initiativtagare till den första svenska spelmanstävlingen i Gesunda 1906) och prins Eugen, som utsågs till hedersordförande. Folkmusikkommissionen hade från början en förankring bland musik- och museiinstitutioner, forskare och kungahus, vilket underströk dess nationella, närmast officiella status.
Folkmusikkommissionens första uppgift blev att 1909 skicka ut ett upprop, i vilket vissa äldre låt- och vistyper efterfrågades tillsammans med uppgifter om låtarna, instrument, och spelmän. Tanken var redan från början att materialet skulle sammanföras för att, efter urval och redigering, publiceras och på sätt återföras till spelmännen. På samma gång skulle låtarna och visorna även kunna bli användbara för forskare och tonsättare.
Som en följd av uppropet inkom under de första åren under 1910-talet ett 40-tal samlingar till Nordiska museet, som inledningsvis fungerade som Folkmusikkommissionens huvudman. Samlingarna växte även genom Nils Anderssons egen insamlingsverksamhet och insamlare som stod i direktkontakt med honom. Vid sidan av spelmansmusiken och vissång gav även Folkmusikkommissionen stöd till insamling av samisk jojk i Sverige, där Karl Tiréns uppteckningsresor fick bidrag under några år.
Vid sidan av musikaliska bidrag efterfrågades även ekonomiskt stöd i uppropet. Denna fråga löstes inledningsvis genom att Nils Andersson 1910 anslöt sig till musik- och folklivsforskaren Tobias Norlinds och folkloristen Carl Wilhelm von Sydows ansökan om statsanslag för insamling av folkminnen, uppbackade av Lunds universitet, vilken Riksdagen beviljade från och med 1913 fram till 1920. Vid sidan av detta fick Nils Andersson från mitten av 1910-talet ekonomiskt stöd av industri- och riksdagsmannen Hjalmar Wijk, som bland annat stod för kostnaderna för utgivningen av de två första häftena av Svenska låtar. Den ursprungliga Folkmusikkommission sammanträdde inte efter 1911, eftersom frågan om det ekonomiska stödet tycktes löst och så pass mycket material var tillgänglig att det uppskattades att endast Nils Anderssons redigering av samlingarna återstod. Så blev det emellertid inte - det kom att dröja ungefär tio år till innan det första bandet av Svenska låtar kom ut 1922.

## Åren 1922–1945
Folkmusikkommissionen återupptog sitt arbete igen 1922 som en följd av att Nils Andersson hastigt gått bort 1921, och det fortsatta arbetet med utgivningen av Svenska låtar behövde ledning. Kommissionen fick delvis nya medlemmar, bland andra Tobias Norlind (som några år tidigare utsetts till Musikhistoriska museets föreståndare) och Hjalmar Wijk. Med statligt ekonomiskt stöd, bidrag från olika fonder och privata gåvor kunde kommissionen årligen utge band av Svenska låtar (1922-1940) och därefter Folkliga svenska koralmelodier från Gammalsvenskby och Estland (1945).
Uppdraget att fortsätta det praktiska insamlings- och redigeringsarbetet av Folkmusikkommissionens samlingar anförtroddes åt spelmannen Olof Andersson (1884-1964), som sedan 1909 samarbetat med Nils Andersson och med tiden kom att framstå som dennes närmaste medarbetare; Olof Andersson var dock aldrig själv medlem i kommissionen. Under 1920- och 1930-talen gjorde Olof Andersson så gott som årligen insamlingsresor i olika delar av landet - 1931 gick färden också till de svensktalande bygderna i Estland - för att kontrollera och komplettera tidigare insamlat material. Vid sidan av detta förde han också en omfattande korrespondens kring folkmusik, som bevaras i Svenskt visarkiv.
Tobias Norlind hade från och med 1930 mer aktivt börjat bygga upp ett folkmusikarkiv vid Musikhistoriska museet (idag Musik- och teatermuseet) och 1936 deponerades Folkmusikkommissionens samlingar vid museet och Olof Andersson anställdes som amanuens för att arbeta med folkmusikmaterialet. Museet hade redan en samling med bland annat äldre handskrivna notböcker med dansrepertoar (spelmansböcker) och med tillgång till Folkmusikkommissionens material hade Musikhistoriska museet landets då största arkiv med svensk folkmusik.

## Åren 1946–1976
Efter utgivningen av Folkmusikkommissionens publikationer ägnade Olof Andersson stor del av sitt fortsatta arbete fram till pensioneringen 1961 åt registerarbete över samlingarna, bland annat ett omfattande register över melodivarianter i Folkmusikkommissionens material och andra svenska folkmusiksamlingar. 
De sista noterade anteckningarna om någon aktivitet med anknytning till Folkmusikkommissionen är från 1967, men först 1976 upplöstes Folkmusikkommissionen formellt och samlingarna tillföll Musikhistoriska museet. Samma år blev Folkmusikkommissionens arkiv uppordnat och i mitten av 1990-talet gjordes en mer detaljerad förteckning över originaluppteckningarna. Ansvaret för museets folkmusiksamlingar övertogs 2003 av Svenskt visarkiv.

## Medlemmar
- Eugen, prins och konstnär,  hedersordförande 1909–1921, ordförande 1922-1947
- Bernhard Salin, Nordiska museets styresman/riksantikvarie, ordförande 1908–1922
- Anders Zorn, konstnär och spelmanstävlingsarrangör, vice ordförande 1908–†1920
- Nils Andersson, jurist och folkmusikinsamlare, sekreterare 1908–†1921
- Nils Keyland, amanuens vid Nordiska museet, vice sekreterare 1908–†1924
- Karl Silfverstolpe, justitieråd och vice preses i Kungl. musikaliska akademien, 1908–†1921
- Richard Steffen, rektor och folkkulturforskare, 1908–1923
- Lars Johan Zetterquist, violinst och professor vid Musikkonservatoriet, 1911?–†1946
- Tobias Norlind, musikforskare och föreståndare för Musikhistoriska museet, 1922–†1947
- Nils Lithberg, professor i nordisk och jämförande folklivsforskning vid Nordiska museet,	1922–†1934
- Hjalmar Wijk, industri- och riksdagsman samt kulturmecenat, 1922, vice ordförande 1923–1947, ordförande 1947–1956
- Sigurd Erixon, professor i nordisk och jämförande folklivsforskning vid Nordiska museet,	1936–†1968
- Carl-Allan Moberg, professor i musikforskning Uppsala universitet, ordförande 1956–1976
- Ernst Emsheimer, chef för Musikhistoriska museet, skattmästare 1956–1976
- Matts Arnberg, folkmusikproducent Radiotjänst/Sveriges Radio, sekreterare 1957–1976